# Andrés Soler
Andrés Díaz Pavia (Saltillo, Coahuila, 18 de noviembre de 1898-Ciudad de México, 26 de julio de 1969), conocido como Andrés Soler, fue un actor mexicano y miembro de la llamada Dinastía Soler.

## Biografía y carrera
Su nombre completo era Andrés Díaz Pavia. Nació el 18 de noviembre de 1898, fue hermano de la famosa dinastía soler compuesta por Julián, Domingo, Andrés, Fernando y Mercedes Soler, quienes destacaron en la Época de Oro del Cine Mexicano.
Andrés tuvo una carrera prolífica en cine, participó en más de 190 películas. En la mayoría de ellas, hizo papeles secundarios, pero tuvo gran presencia en el público por su gracia y talento. A diferencia de sus hermanos, su desempeño en el medio artístico arrancó a ritmo lento, pues ellos ya eran figuras conocidas cuando él apenas debutaba en Celos (1935), de Arcady Boytler. Su primer protagónico fue en Suprema ley (1936). 
Su otro papel protagónico fue en 1943 en la película Lo que sólo el hombre puede sufrir, donde la desgracia amorosa se desencadena cuando uno de los protagonistas es tentado por la infidelidad. En esta cinta también participa Matilde Palou, Susana Guizar y David Silva.
En Historia de un gran amor (1942) fue Vitriolo, el mancebo de la farmacia del pueblo, un muchacho mal encarado que se enamora de Soledad (Gloria Marín) y pide su mano cuando Manuel Venegas (Jorge Negrete) se va del pueblo jurando hacer fortuna y regresar a casarse con su amada Soledad. “Fue el papel del tipo más repulsivo y odioso que realicé”, confesó Soler a El Universal.
En Una carta de amor (1943) interpreta al coronel Arturo Gonfalón, quien se interpone al amor que surge a primera vista entre Alfredo, un soldado liberal (Jorge Negrete) y Marta (Gloria Marín).
Pero fue hasta los años 40 donde tuvo un mayor reconocimiento con cintas como Doña Bárbara (1943) al lado de María Félix, Bamba (1948) y El gran calavera (1949); después en Mujeres sin mañana (1951), El bruto (1952) y Los tres alegres compadres (1951) con Jorge Negrete y Pedro Armendáriz. Su tiempo lo dividió en trabajar como actor en cine, teatro, radio y otros medios. También fundó la Academia de Arte Dramático de la Asociación Nacional de Actores. Fue miembro honorario de la Asociación Nacional de Actores. 
Otro papel importante fue en Los tres alegres compadres (1952), Soler se disputa el amor de una mujer con sus hijos Pancho (Jorge Negrete) y Baldomero (Pedro Armendáriz).
En “Tizoc” encarna a Fray Bernardo, el sacerdote del pueblo que es testigo del bello sentimiento que María (María Félix) despierta en Tizoc (Pedro Infante).
Trabajó con muchos actores famosos del cine mexicano como Jorge Negrete, Mario Moreno "Cantinflas", Pedro Infante, Germán Valdés "Tin-Tan", María Félix, Columba Domínguez, Eulalio González y otros más. Para muchos fue el mejor actor secundario del cine mexicano, sus personajes van desde odiados villanos, un papá o un padrino regañón, un simpático “don Juan” o un jocoso personaje de comedia. 
Obtuvo cuatro nominaciones al premio Ariel: por su interpretación como Gustavo en La hija del penal (1949), como el Tío Laureano en No desearás la mujer de tu hijo (1950), como Andrés Cabrera en El bruto (1953) y finalmente por su papel de don Pancho en Los Fernández de Peralvillo (1954).
Nunca se casó ni tuvo hijos, pero se sabe que vivió unos buenos romances con actrices como Magda Guzmán, y Evangelina Elizondo, y adopto a una niña.
Entre sus últimas apariciones destacan La ley del gavilan (1969), Como perros y gatos (1968), El reportero (1968), El criado malcriado (1968), Cuernos debajo de la cama (1969), ¿Por qué nací mujer? (1969), Faltas a la moral (1969) y El hermano capulina (1969), lo filmó tres meses antes de morir y estrenada un año después.

## Muerte
Andrés Soler falleció el 26 de julio de 1969 a los 70 años de edad, a causa de una trombosis cerebral.
Los restos de Andrés Soler descansan en el Panteón Jardín de la Ciudad de México.

## Legado en el cine
Su actuación en 192 películas respaldan la excelencia que siempre mostró, su labor más reconocida fue la enseñanza actoral, el consejo que siempre dio a quienes deseaban desempeñarse en los escenarios fue: «Olvídate de la vanidad y sé humilde siempre en la escena, en la pantalla y en la calle».

## Filmografía
- 1971 El hermano Capulina (Padre superior)
- 1970 Faltas a la moral (Licenciado de comandancia policíaca)
- 1970 ¿Por qué nací mujer? (Don Teodoro)
- 1969 Cuernos debajo de la cama (General Don Lupe Palomares)
- 1968 Como perros y gatos (película)
- 1968 Cuando los hijos se van  (El Padrino Ernesto)
- 1968 ‘’El criado malcriado’’ (El general)
- 1968 El reportero
- 1968 La ley del gavilán
- 1967 Damiana y los hombres (abuelo de Damiana)
- 1966 La mano de Dios
- 1966 Esta noche no (Don Andrés)
- 1966 La mano que aprieta (Profesor Reznick)
- 1966 El tragabalas  Diógenes (sin acreditar)
- 1965 La maldición del oro
- 1965 El tigre de Guanajuato: Leyenda de venganza
- 1965 Un hombre peligroso  (Padre Gil)
- 1965 El zurdo  (Padre Gil)
- 1965 Rateros último modelo
- 1965 Nos lleva la tristeza
- 1964 En la Mitad del Mundo  (Don Francisco)
- 1964 He matado a un hombre  (Manuel Gómez)
- 1964 Las dos galleras
- 1964 El río de las ánimas
- 1963 El amor llegó a Jalisco
- 1963 La bandida
- 1963 El monstruo de los volcanes (Dr. Moctezuma)
- 1963 El terrible gigante de las nieves (Dr. Moctezuma)
- 1962 Tlayucan (Don Carlos)
- 1962 El lobo blanco
- 1962 Atrás de las nubes (Papá de Eloísa)
- 1962 El malvado Carabel (Aznar)
- 1961 Pa' qué me sirve la vida
- 1961 Los inocentes
- 1961 El hijo del charro negro
- 1961 Locura de terror
- 1961 Las leandras (Francisco Morales)
- 1961 Tirando a matar
- 1961 Los laureles
- 1961 El gato
- 1960 Conquistador de la luna
- 1960 La cárcel de Cananea
- 1960 Orlak, el infierno de Frankenstein (Prof. Frankenstein)
- 1960 ¡Viva la soldadera!
- 1960 Juan Polainas
- 1960 Ladrón que roba a ladrón
- 1960 Vuelta al paraíso (Anselmo)
- 1960 Dicen que soy hombre malo
- 1960 Dormitorio para señoritas
- 1960 Las rosas del milagro
- 1960 Impaciencia del corazón (Sr. de Alba)
- 1959 Yo pecador
- 1959 Los ambiciosos (Carlos Barreiro)
- 1959 El puma pocaluz
- 1959 Las coronelas
- 1959 ¡Me gustan valentones!
- 1959 Pueblo en armas (Don Aniceto Vargas)
- 1959 Kermesse (Don Braulio)
- 1959 Yo... el aventurero (Don Guadalupe Cisneros)
- 1959 La ciudad sagrada
- 1959 Milagros de San Martín de Porres
- 1958 Carabina 30-30 (Jefe Vudelio Morantes)
- 1958 Los tres vivales
- 1958 Zonga, el ángel diabólico
- 1958 Fiesta en el corazón
- 1958 Refifí entre las mujeres
- 1957 Tizoc  (Fray Bernardo)
- 1957 Grítenme piedras del campo
- 1957 Las aventuras de Pito Pérez (Sr. del Rincón)
- 1956 Nos veremos en el cielo
- 1956 Una piedra en el zapato (Capitán Cuéllar)
- 1956 Los platillos voladores (Prof. Saldaña)
- 1956 La escondida (General Nemesio Garza)
- 1955 Lo que le pasó a Sansón (Tío De Lila/Gran Sarán)
- 1955 Pueblo quieto
- 1955 El túnel 6 (don Luis)
- 1955 Las viudas del cha-cha-chá
- 1955 Amor en cuatro tiempos
- 1955 Qué lindo Cha Cha Cha
- 1955 Secreto profesional (Dr. Eduardo Brenes)
- 1955 La sospechosa (Lic. Isidro Noriega)
- 1955 Amor de lejos
- 1955 La mujer X
- 1955 Yo fui novio de Rosita Alvírez
- 1955 Frente al pecado de ayer
- 1955 Un extraño en la escalera  (Anciano)
- 1955 Al diablo las mujeres
- 1954 El vizconde de Montecristo
- 1954 Los Fernández de Peralvillo  (Don Pancho)
- 1954 La entrega  (Don Victorino Yáñez)
- 1954 Momentos de la vida de Martí
- 1954 Cuando me vaya
- 1954 Llévame en tus brazos (Pedro)
- 1954 El rapto  (Don Cástulo)
- 1954 Cantando nace el amor
- 1954 Retorno a la juventud
- 1954 Caín y Abel
- 1953 Reportaje  (Invitado a la fiesta)
- 1953 Los que no deben nacer
- 1953 El gran mentiroso  (Don Dabino)
- 1953 La sexta carrera
- 1953 Quiéreme porque me muero
- 1953 Los solterones
- 1953 Sombreros (Doctorcito)
- 1953 El bruto (Andrés Cabrera)
- 1953 Del rancho a la televisión
- 1952 María del Mar
- 1952 Se le pasó la mano
- 1952 Tío de mi vida
- 1952 El fronterizo (Don Sóstenes)
- 1952 Ahora soy rico (Chema Pérez)
- 1952 Los tres alegres compadres  (Juan Mireles)
- 1952 Un rincón cerca del cielo (Chema Pérez)
- 1952 Los hijos de María Morales (Carlos Salvatierra)
- 1952 Un gallo en corral ajeno
- 1952 Angélica (Inspector Gutiérrez)
- 1952 Chucho el remendado
- 1952 Los tres alegres compadres (Juan Mireles)
- 1952 Dos caras tiene el destino
- 1952 Hay un niño en su futuro
- 1952 El Ceniciento
- 1952 Si yo fuera diputado
- 1952 Con todo el corazón
- 1952 Sangre en el barrio
- 1951 Anillo de compromiso (Don Ricardo)
- 1951 Amar fue su pecado
- 1951 Mujeres sin mañana (Don Ángel Serrano)
- 1951 Sensualidad (Martínez)
- 1951 María Montecristo
- 1951 Doña Clarines
- 1951 Negro es mi color (Doctor)
- 1951 Los hijos de la calle (Andrés)
- 1951 ¡Y murió por nosotros!
- 1951 Serenata en Acapulco
- 1951 Casa de vecindad (Don Clemente)
- 1950 Entre tu amor y el cielo
- 1950 Sobre las olas (Marcial Morales)
- 1950 Anacleto se divorcia
- 1950 La piel desnuda (Don Manuel)
- 1950 Azahares para tu boda (Sr. Cabrera)
- 1950 La mujer que yo amé
- 1950 La dama del alba (película) (Abuelo)
- 1950 La gota de sangre
- 1949 No desearás la mujer de tu hijo (Tío Laureano)
- 1949 La Dama del Alba
- 1949 La oveja negra (Tío Laureano)
- 1949 El gran calavera (Ladislao de la Mata)
- 1949 La hija del penal (Gustavo)
- 1949 Las puertas del presidio (Don Servando Rojas)
- 1949 El vengador
- 1949 Bamba (Don Filemón Mendieta)
- 1948 A la sombra del puente
- 1948 La feria de Jalisco
- 1947 ¡A volar joven! (Don Lupe)
- 1947 Pecadora
- 1947 Una extraña mujer
- 1946 Crimen en la alcoba
- 1946 Los maridos engañan de 7 a 9
- 1946 Recuerdos de mi valle
- 1946 Ocho hombres y una mujer
- 1946 Bailando en las nubes
- 1946 El hijo de nadie (Licenciado Bernal)
- 1946 Palabras de mujer
- 1945 La casa de la zorra
- 1945 Un día con el diablo (Satanás)
- 1945 Canaima (Conde Giaffaro)
- 1945 Como yo te quería
- 1945 Soltera y con gemelos
- 1944 Rosa de las nieves
- 1944 Alma de bronce
- 1944 Me ha besado un hombre
- 1944 Los miserables (M. Thenadier)
- 1944 El rey se divierte
- 1944 Mis hijos
- 1944 Miguel Strogoff
- 1944 La mujer sin alma (Vicente Ferrer)
- 1943 Una carta de amor (Coronel Arturo Gonzalón)
- 1943 Tormenta en la cumbre
- 1943 Espionaje en el golfo
- 1943 Doña Bárbara (Lorenzo Barquero)
- 1943 Romeo y Julieta (Capuleto)
- 1943 Cinco fueron escogidos
- 1943 El jorobado
- 1943 La razón de la culpa (Andrés)
- 1943 Lo que sólo el hombre puede sufrir
- 1942 Soy puro mexicano
- 1942 Historia de un gran amor (Vitriolo)
- 1942 Dos corazones y un tango
- 1942 Unidos por el eje
- 1942 Los tres mosqueteros
- 1936 Celos
- 1935 No matarás (julio)